# Mats Hallgren
Mats Gunnar Hallgren, född 18 april 1943 i Solna församling i Stockholms län, är en svensk journalist och tidigare utrikeskorrespondent. 
Mats Hallgren arbetade på Svenska Dagbladet där han var en utlandsbaserad medarbetare. Han var tidvis stationerad i Bryssel där han skötte rapporteringen från EU:s ekonomiska och politiska utveckling. Han började sin karriär på Vestmanlands Läns Tidning och sedan var han ekonomisk reporter på Dagens Nyheter, Sveriges Radio och Sveriges Television. Han har dessutom varit redaktionschef på Veckans Affärer.
Mats Hallgren ligger bakom en av sångtexterna på Lill Lindfors album Kom igen! från 1973, samt hälften av texterna på Lindfors album från 1968.